# Geoff Tate

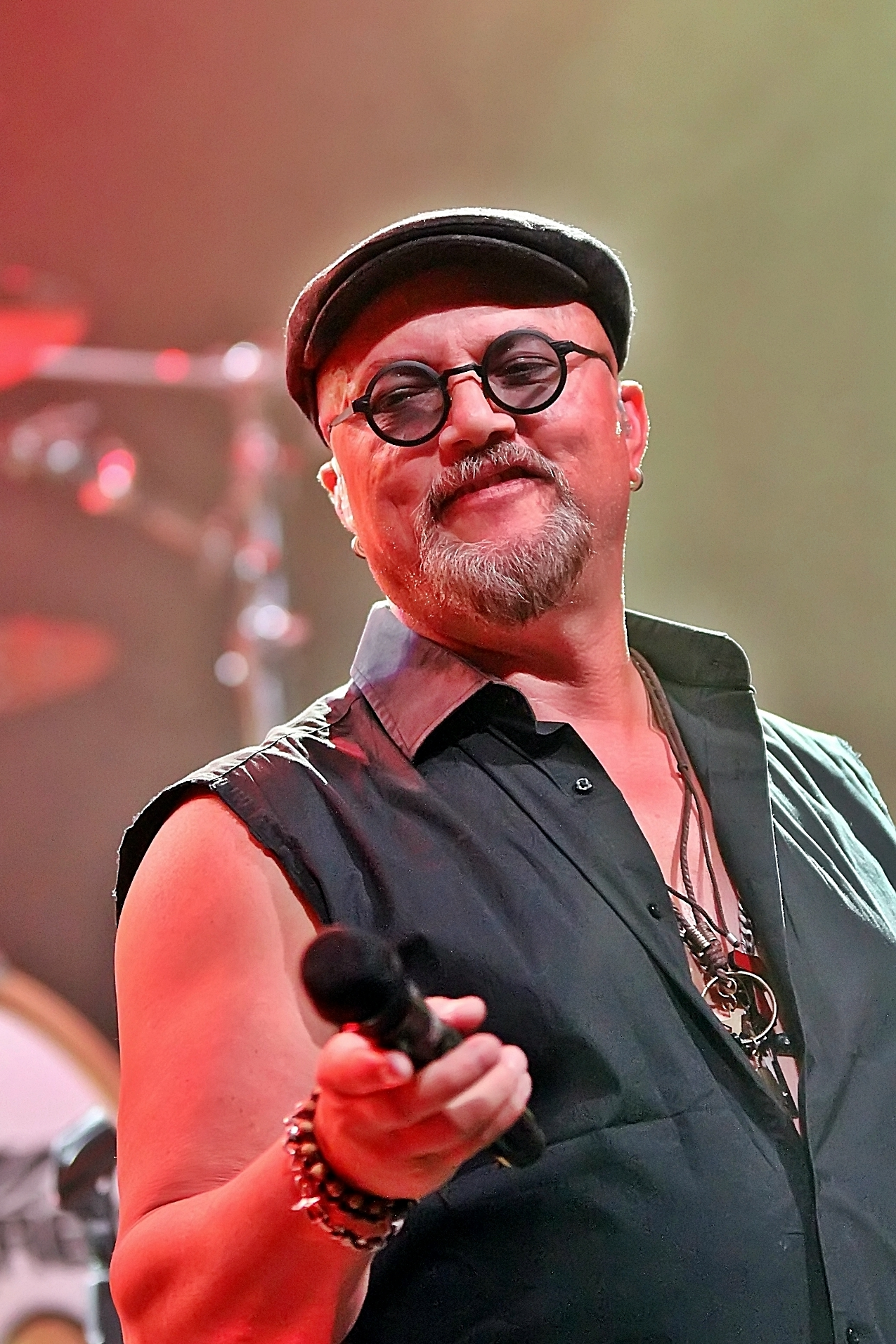
Geoff Tate bei einem Konzert in Fürth im November 2018

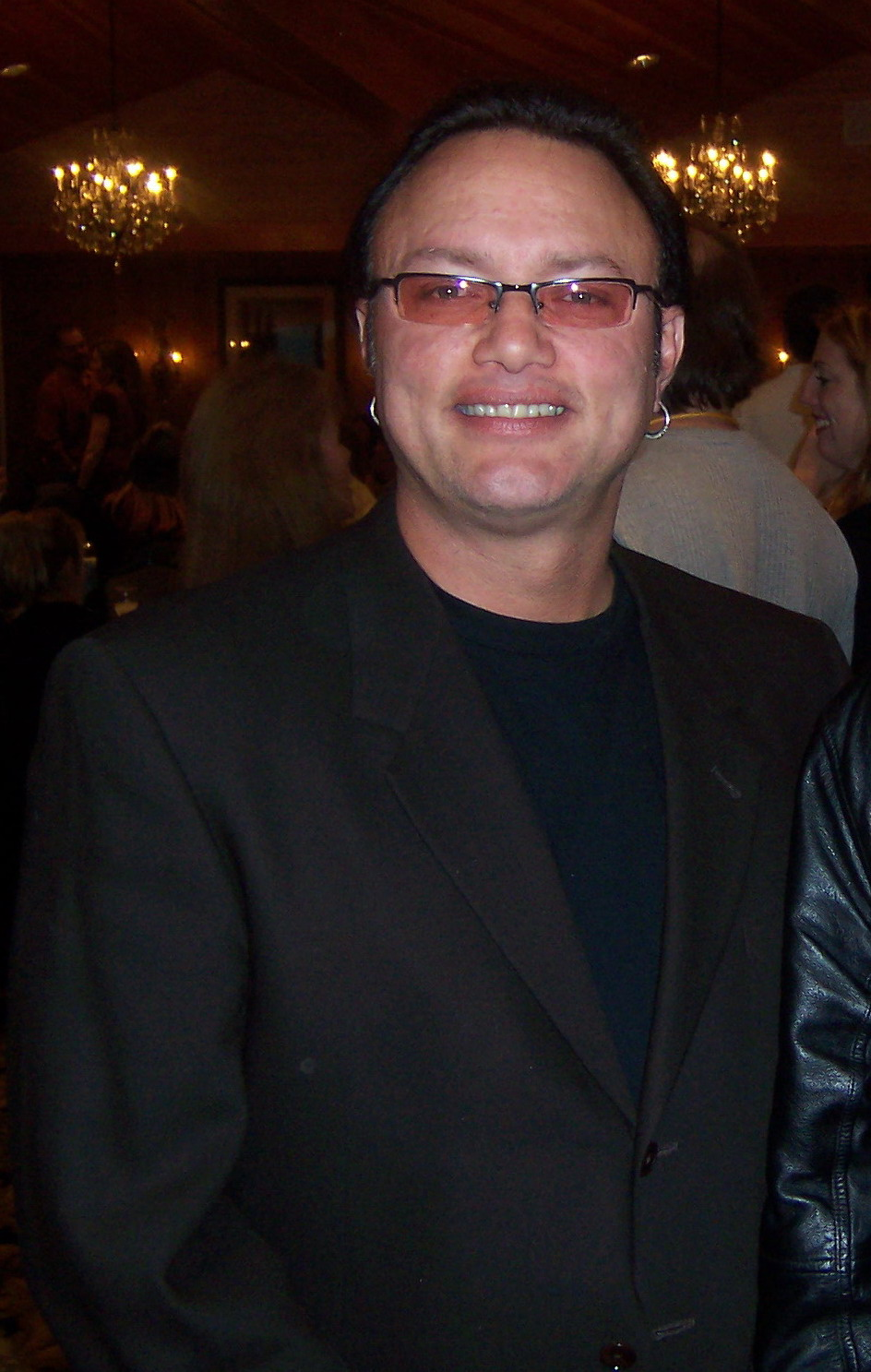
Geoff Tate (2008)

Geoffrey Wayne „Geoff“ Tate (* 14. Januar 1959 in Stuttgart, Deutschland, geboren Jeffrey Wayne Tate) ist ein US-amerikanischer Metal-Sänger und Songwriter. Er ist Gründungsmitglied und ehemaliger Sänger der Progressive-Metal-Band Queensrÿche. Geoff Tate wurde von Hit Parader auf Platz 14 der 100 größten Metal-Sänger aller Zeiten gewählt. That Metal Show nannte ihn einen der fünf größten Metal-Sänger aller Zeiten.

## Leben und Karriere
Tates Vater war Offizier in der US Army und war zur Zeit von Tates Geburt in Stuttgart stationiert. Kurz danach zog seine Familie nach Tacoma, Washington.
Tate nennt als seine Einflüsse Rob Halford von Judas Priest und Bruce Dickinson von Iron Maiden. Er begann seine musikalische Karriere in der Progressive-Rock-Band Myth, deren erstes Album Arabien erst veröffentlicht wurde, nachdem Tate die Band verlassen hatte. Er trat im Jahr 1981 der Band The Mob bei, aus der später Queensrÿche wurde. Die Band hatte bereits einige vollständige Demo-Songs, aber es gab noch einen Song ohne Lyrics und dieser („The Lady Wore Black“) wurde Tates erster Songtext, den er für Queensrÿche schrieb. Im Jahr 1983 veröffentlichte die Band ihre selbst produzierte Debüt-EP Queensrÿche.
Am 20. Juni 2012 wurde bekannt gegeben, dass Geoff Tate und Queensrÿche von nun an getrennte Wege gehen würden. Er wurde von Crimson-Glory-Sänger Todd La Torre ersetzt. Am 1. September 2012 kündigte Geoff Tate an, er wolle eine eigene Version von Queensrÿche ins Leben rufen.
Am 28. April 2014 wurde der Rechtsstreit zwischen Geoff Tate und den drei verbliebenen Originalmitgliedern Michael Wilton, Eddie Jackson und Scott Rockenfield beigelegt. Man habe sich außergerichtlich einigen können. Die verbliebenen Originalmitglieder mit den Neuzugängen Todd La Torre und Parker Lundgren erhielten die vollständigen Namensrechte der Marke Queensrÿche. Geoff Tate erhielt das Recht, zwei Jahre lang unter dem Namen Geoff Tate – Original lead singer of Queensrÿche oder Geoff Tate – Formerly of Queensrÿche aufzutreten; nach diesen beiden Jahren ist ihm kein Bezug auf die Band Queensrÿche mehr gestattet. Zudem bekam Tate die Rechte an den Alben Operation: Mindcrime und Operation: Mindcrime II sowie das Recht, diese als eigene Show auf die Bühne zu bringen.
Neben seiner Arbeit mit Queensrÿche hat Geoff Tate bisher zwei Solo-Alben veröffentlicht. 2002 veröffentlichte er sein selbstbetiteltes Debüt über Sanctuary Records und 2012 folgte Kings & Thieves über InsideOut Music.
2014 gründete Geoff Tate seine eigene Band Operation: Mindcrime, die nach dem gleichnamigen Queensryche-Album von 1988 benannt ist.
Tate ist verheiratet und hat vier Töchter. Seine Tochter Miranda ist die Ex-Frau des Queensrÿche-Gitarristen Parker Lundgren. Tate ist Vegetarier und betreibt ein Weingut, das einen Wein namens Insania keltert.

## Diskografie
Mit Queensrÿche
→ siehe Queensrÿche#Diskografie
Solo
- 2002: Geoff Tate
- 2012: Kings & Thieves

Mit Operation: Mindcrime
- 2015: The Key
- 2016: Resurrection
- 2017: The New Reality

Gastauftritte
- 2016: Ghostlights (Avantasia)
- 2019: Moonglow (Avantasia)
- 2022: A paranormal Evening with the moonflower society (Avantasia)